# Марецкая, Вера Петровна
Ве́ра Петро́вна Маре́цкая (18 (31) июля 1903, Барвиха, Российская империя — 17 августа 1978, Москва, СССР) — советская актриса театра и кино. Герой Социалистического Труда (1976), народная артистка СССР (1949), лауреат четырёх Сталинских премий (1942, 1946, 1949, 1951), кавалер двух орденов Ленина (1967, 1976).
Является выдающейся представительницей советского театрального искусства. Также снималась в кино (как в немых, так и звуковых кинофильмах). Наиболее яркие роли она исполнила в таких картинах как «Простые сердца», «Член правительства» (1939), «Она защищает Родину» (1943), «Свадьба» (1944) и «Сельская учительница» (1947).
Среди коллег была известна как «хозяйка Театра имени Моссовета». Член Антифашистского комитета советских женщин.

## Биография
Родилась в деревне Барвиха Московской губернии (ныне — Одинцовский район Московской области) в зажиточной купеческой семье 18 июля 1903 г. В официальных биографиях указан неправильно 1906 год. 
Впервые выступила в 1915 году в составе сельского драмкружка в пьесе «Кукольный переполох» в роли Гусара в возрасте 12 лет. Окончив школу, Марецкая поступила на философский факультет Московского университета, но через год оттуда ушла. Втайне от родителей подала документы в три театральные студии и поступила в школу-студию при Театре Вахтангова (ныне — Театральный институт имени Бориса Щукина). После смерти Евгения Вахтангова в 1922 году студентами занимался Юрий Завадский.
В 1924 году окончила школу-студию. В том же году она стала женой Завадского. Вместе они участвовали в создании Театра-студии Юрия Завадского, в котором Марецкая служила до 1936 года как прима. У театра не было постоянного помещения, представления проходили в подвалах.
Актриса так умела перевоплощаться на сцене, что ей давали возрастные хара́ктерные роли, с которыми она отлично справлялась — например, мадам Соковнина из спектакля «Простая вещь» (1927) Бориса Лавренёва. Никто из зрителей даже не мог подумать, что смешную старуху играет молодая девушка.

### Актриса немого кино

Вера Марецкая в роли техника-изобретателя Доленко в несохранившемся фильме «Сто двадцать тысяч в год»

Стала сниматься ещё в период немого кино. В те годы она выступала главным образом в эпизодических ролях. Некоторые немые кинокартины с её участием не сохранились, другие дошли до наших дней либо полностью, либо частично.
Согласно одному справочнику, первое выступление в кино произошло в драме «Его призыв». В энциклопедическом словаре кино указано, что её первой ролью стала домработница Катя в комедии «Закройщик из Торжка». Оба этих фильма были сняты режиссёром Я. А. Протазановым в 1925 году, но только первый из них вышел на экраны 17 февраля, а второй — 27 октября.
В кинофильме «Закройщик из Торжка», построенном на бытовом материале, проявились свойственные искусству Марецкой острая характерность, лиризм, тонкий юмор и обаяние. Затрагивая перенимание отечественным кинематографом американского кинопроизводства, автор статьи «О покрое „Закройщика“» в газете «Кино» за 1925 год писал: «Тем более приятно было смотреть на молодую киноактрису Марецкую в „Закройщике из Торжка“. Она не копирует простоты Пикфорд, не применяет наивности Лилиан Гиш. Она движется в собственном, не „международном“ плане, сохраняя все качества ясности жеста, правдивости движения. И, сказать по правде, — её движения чище и яснее мультипликационных судорог Ильинского». Автор другой статьи, опубликованной в том же году в журнале «Советский экран», писал, что Ильинский в ленте огорчает, а об актрисе отозвался следующим образом: «Хороша Марецкая, но ещё боится играть».
Затем актриса снялась в не сохранившемся до наших дней фильме «Зелёный змий» (1926, реж. Л. Молчанов) и драме «Земля в плену» (1927, реж. Ф. А. Оцеп). В 1928 году сыграла главную роль домработницы Парани (Прасковьи Питуновой) в кинокомедии Бориса Барнета «Дом на Трубной», который сохранился не полностью (из 6 частей отсутствует 5-я часть, около 10 минут).

### 1930-е годы
В 1936 году началась кампания по упразднению «чересчур ярких, неортодоксальных театров» и «переброске» их в другие города. В результате режиссёр и вся труппа, включая Веру Марецкую, переехали в Ростов-на-Дону, где Завадский возглавил театр драмы имени М. Горького. Там Марецкая заявила о себе в роли Любови Яровой в одноимённом спектакле по пьесе Константина Тренёва.
В 1937 году были арестованы и расстреляны оба брата Марецкой — Дмитрий и Григорий, журналисты (один работал в «Правде», другой был зам. редактора «Комсомольской правды») и соратники Николая Бухарина. Заботы по воспитанию племянника Вера Марецкая взяла на себя. Это не помешало ей сыграть главную и самую известную свою роль в фильме «Член правительства».

#### «Член правительства»
В 1939 году кинорежиссёры А. Г. Зархи и И. Е. Хейфиц поставили на киностудии «Ленфильм» драму «Член правительства», вышедшую на экран в 1940 году.

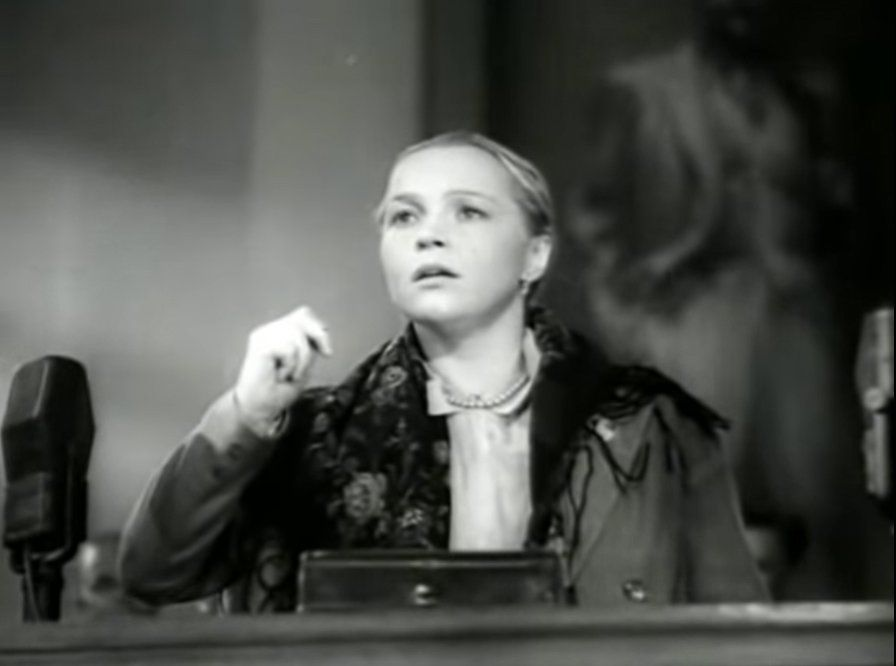
Вера Марецкая в роли Александры Соколовой в фильме «Член правительства» (1939).

Эта картина повествует о бывшей батрачке, русской крестьянке Александре Соколовой. Ей вверяют руководство над колхозом, но многие, в том числе и её супруг, не верят в способность женщины руководить хозяйством артели. Она не отступает от трудностей коллективизации, борется с лодырями, оказывает поддержку лучшим труженикам, посылает молодёжь учиться. И наступает день, когда бывшую батрачку избирают депутатом Верховного Совета.
Актриса сыграла героиню картины Александру Соколову. Спустя много лет, в 1983 году, в интервью корреспонденту журнала «Огонёк», кинорежиссёр А. Г. Зархи рассказал:
на студии все были удивлены, когда на роль Александры Соколовой мы пригласили Веру Марецкую! Стереотип восприятия подсказывал видение актрисы „героического амплуа“. А мы с Хейфицем шли не только от образа, вычитанного в сценарии Виноградской: „…мужем битая, попами пуганная, врагами стрелянная“,— но ещё от могучей, широкой актёрской индивидуальности Веры Марецкой. Более того, решение сценария мы подчиняли творческим возможностям артистки. Вот почему Марецкая правдой своего существования, окрылённостью большого поэтического чувства стала так понятна и близка всем.
По словам кинокритика и киноведа, доктора искусствоведения Р. Н. Юренева «молодые режиссёры „открыли“ Марецкую». Анализируя её игру, он писал:
Марецкая нашла для образа русской крестьянки подлинно реалистические краски. И вместе с тем в работе Марецкой нет ни тени того скучного, вялого, рабского правдоподобия, которое часто путают с реализмом. Актриса удачно использовала весь свой предыдущий творческий опыт, уверенно переходя от одного состояния, одного игрового куска к другому. Смелость, разнообразие приёмов, резкая смена настроений, богатство интонаций, чёткость — часто подчёркнутая — внешнего рисунка, всегда оправданного внутренним состоянием. Не пренебрегая острыми, внешними приёмами, актриса раскрывает сложный нравственный мир современной советской женщины, показывает его движение.
В журнале «Советский экран» за 1957 года говорилось: «Создание образа Александры Соколовой справедливо называли в своё время огромной творческой победой талантливой актрисы Веры Марецкой. Она безыскусственна и убедительна с самого начала фильма, когда конный милиционер ведёт в районный центр „нарушительницу порядка“. Она до слёз волнует в финале, выступая с трибуны как депутат Верховного Совета».

### Предвоенные и военные годы
В 1940 году Юрий Завадский был приглашён главным режиссёром в Театр имени Моссовета, куда вместе с ним перешла и Марецкая в статусе ведущей актрисы. В этом театре она играла до конца жизни и, по словам коллег, имела большое влияние на Завадского и решала многие вопросы, за что получила прозвище «хозяйка театра».
С 1940-х годов работала на радио: начинала играть радиоспектакли с Осипом Абдуловым, но больше всего прославился её дуэт с Ростиславом Пляттом. Кроме того, в её исполнении было записано множество стихов русских поэтов.
С началом Великой Отечественной войны Театр имени Моссовета был эвакуирован в Казахскую ССР. На Восток страны, в Среднюю Азию и Казахстан, были эвакуированы ряд киностудий. На базе алма-атинской студии была организована Центральная объединённая киностудия художественных фильмов (ЦОКС). Дочь актрисы Мария вспоминала: «Меня, маму, моего брата Женю, племянника мамы Сашу…, гувернантку Елену Андреевну увезли вместе со всеми в эвакуацию в Алма-Ату. Нас поселили в гостинице, потом меня и няню отправили на дачу, которую нам выделили».

#### «Она защищает Родину»

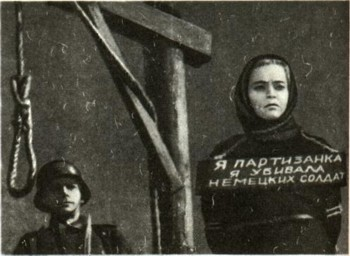
Кадр из кинофильма «Она защищает Родину», когда немцы собираются казнить героиню В. П. Марецкой (по фильму Прасковья Лукьянова, товарищ «П»). 1943.

Кинорежиссёр Ф. М. Эрмлер в 1943 году поставил на Центральной объединённой киностудии в Алма-Ате (ЦОКС) драму «Она защищает Родину», вышедший на экраны в мае того же года. Актриса снялась в роли героини Прасковьи Ивановны Лукьяновой, которая организовала партизанский отряд и стала беспощадно мстить врагу.
Когда съёмки картины подходили к концу, в киностудию на имя Марецкой пришла похоронка на её второго мужа. По воспоминаниям директора ЦОКС М. В. Тихонова, он сразу же разбудил Ф. М. Эрмлера и проинформировал его о несчастье. Кинорежиссёру, между тем, предстояло снять последний эпизод в павильоне, и тогда он обратился к Тихонову с предложением отдать ему телеграмму и предупредить дежурного, «чтобы он никому не говорил о ней». М. В. Тихонов пришёл в павильон, где передал Ф. М. Эрмлеру телеграмму. Далее Тихонов сообщал: «Я быстро ушёл. А Эрмлер, как он потом мне рассказывал, пошёл к начальнику телеграфа, чтобы уговорить его наклеить другую ленту с указанием нового дня и часа приёма телеграммы. В ночную смену кинолаборатория проявила и напечатала позитив этой съёмки. После просмотра на экране Эрмлер пошёл в гостиницу к Вере Петровне, чтобы передать ей телеграмму и постараться её как-то поддержать морально. Вера Петровна заперлась на несколько дней в номере и одна переживала своё горе». В интервью журналу «Только Звёзды», опубликованном в 2016 году, дочь актрисы Мария сказала: «Никогда не забуду, как мама забилась в угол гостиничного номера и несколько часов подряд рыдала. После этого она тоже решила отправиться на фронт, там выступала перед солдатами: читала стихи, монологи из фильмов».
Сама Вера Марецкая рассказывала:
На просмотр фильма в студию шла, как на праздник, как на великий экзамен, и очень волновалась. Но после просмотра люди смотрели мимо меня, никто не говорил со мною, товарищи опускали глаза, когда я взглядывала в их сторону. Как странно наше искусство, думала я тогда про себя, очевидно, я плохо сыграла, а у меня самой было ощущение такой правды в том, что я сделала. И только на другой день я узнала причину молчания моих товарищей. Накануне было получено известие о гибели моего мужа на фронте, и друзья не показали его мне в день сдачи фильма.
Начальник управления пропаганды и агитации ЦК ВКП(б) Г. Ф. Александров в своей докладной записке от 11 мая 1943 года секретарю ЦК ВКП(б) А. А. Андрееву заключал, что авторы кинокартины смогли «показать советских людей, всеми силами своей души ненавидящих немецких захватчиков». Отметил он и недостатки киноленты. Свою докладную записку Г. Ф. Александров заканчивал словами: «В целом фильм будет полезным. Картину целесообразно выпустить на экран».
По воспоминаниям М. В. Тихонова, кинофильм «Она защищает Родину», «имел потрясающий успех и на фронте, и в партизанских краях, и в тылу». Газета «Стар» писала: «С Прасковьей Лукьяновой на горизонте европейской истории и культуры появился образ, не имеющий прецедентов ни в западной литературе, ни в кино». Министр кинематографии СССР И. Г. Большаков дал следующую оценку: «Артистке В. Марецкой удалось создать сильный образ простой русской женщины, патриотки, горячо любящей свою Родину и беспощадной в священной мести к врагам». В 1946 году картина получила Сталинскую премию II степени.

### Послевоенное время

#### «Сельская учительница»
В 1947 году на экраны вышла драма «Сельская учительница», поставленная кинорежиссёром М. С. Донским по сценарию М. Н. Смирновой. Марецкая выступила в роли героини фильма — учительницы Варвары Васильевны Мартыновой, которая стала её лучшей киноролью. Она сыграла в фильме жизнь своей героини, начиная от юной девушки и заканчивая пожилой женщиной; при этом актрисе удалось сохранить жизненную и психологическую достоверность в течение всей картины. Марецкая не стала надевать парик, ограничившись лишь тем, что покрасила волосы и изменила причёску.
Министр кинематографии СССР И. Г. Большаков считал кинокартину «Сельская учительница» «одним из лучших фильмов о советской интеллигенции, созданным в послевоенное время». Он писал:
Большой успех фильма обусловлен помимо хороших качеств сценария и мастерства режиссёра прекрасной игрой В. Марецкой, создавшей глубоко волнующий, романтически окрашенный образ сельской учительницы. В. Марецкая — одна из способных актрис нашего кино. Она сыграла много ролей в различных кинокартинах, но исполнение этой роли, без сомнения, является наиболее удачным. Восхищает искусство В. Марецкой, с равным правдоподобием изображающей и молодую девушку, и взрослую женщину, и стареющего человека. Но главная заслуга актрисы состоит в том, что она с необычайно выразительностью передала богатый внутренний мир своей героини, её духовный рост, развитие её характера. Особенность этого образа состоит в том, что он показан в развитии его богатого внутреннего мира, в преодолении трудностей, в борьбе за свои идеалы.
За кинокартину «Сельская учительница» Совет Министров СССР в 1948 году присудил Вере Марецкой Сталинскую премию I степени в размере 100 тысяч рублей.

### Последние годы жизни

Могила В. П. Марецкой на Новодевичьем кладбище

В 68 лет врачи Вере Петровне вынесли приговор — рак груди. Через три года метастазы пошли в головной мозг. Вера Петровна воспринимала болезнь как досадное недоразумение, она продолжала выходить на сцену даже с опухолью мозга. В театре знали, что прима тяжело больна.
Последней ролью была роль в спектакле «Странная миссис Сэвидж». Затем последовала вторая операция, после которой актриса ненадолго вернулась на сцену, но работать в полную силу уже не могла.
Скончалась 17 августа 1978 года на 76-м году жизни. Похоронена в Москве на Новодевичьем кладбище (участок № 2).

## Семья
Отец — Пётр Григорьевич Марецкий, служил в буфете во Введенском народном доме, затем держал буфет при цирке Никитиных, после революции служил буфетчиком в Государственном цирке.
Мать — Мария Васильевна Марецкая, была домохозяйкой.
Брат — Григорий Петрович Марецкий (1900—1937), член ВКП(б) с 1919 года; закончил Институт красной профессуры, историк, работал в редакции газеты «Комсомольская правда», позднее преподаватель русского языка Московского полиграфического института. Проживал: ул. Болотная, д. 12, кв. № 35. Арестован 5 января 1937 года. Приговорён к высшей мере наказания ВКВС СССР 25 мая 1937 года по обвинению в «участии в контрреволюционной террористической организации». Расстрелян в ночь на 26 мая 1937 года. Прах на Донском кладбище. Реабилитирован 5 ноября 1957 года.
Брат — Дмитрий Петрович Марецкий (1901—1937), советский политик, экономист, журналист, участник «правой оппозиции». Член ВКП(б) с 1919 года. Окончил в 1921 году Коммунистический университет имени Я. М. Свердлова, в 1924 году — Институт красной профессуры, где был оставлен руководителем семинара по теоретической экономике. Выезжал в научные командировки в Австрию, Германию и Англию. Соратник Н. И. Бухарина, один из «красных профессоров» «школы Бухарина». Арестован 26 сентября 1932 года, был осуждён на три года ссылки. Вторично арестован 15 февраля 1933 года и осуждён на пять лет заключения. Вновь арестован 5 ноября 1936 года. Военной коллегией Верховного суда СССР 26 мая 1937 года приговорён за «участие в контрреволюционной террористической организации» к высшей мере наказания и убит в тот же день в Москве. Прах на Донском кладбище. Реабилитирован 23 сентября 1958 года ВК ВС СССР.
Сестра — Татьяна Петровна Марецкая (1906—2000). Работала в редакции газеты «Комсомольская правда», позднее учитель географии в школе. Арестована 22 июня 1941 года. Была исключена из ВКП(б) и решением Особого совещания НКВД СССР приговорена по ст. 58-10 УК РСФСР к 5 годам заключения, срок отбывала в лагере в Асино Томской области, на общих работах. Освобождена из заключения досрочно 10 сентября 1944 года по ходатайству сестры, но с запретом на проживание в Москве. Реабилитирована 12 апреля 1956 года решением президиума Московского городского суда . На 1989 год проживала в Москве, начала писать воспоминания.
Дед — Григорий Степанович и его старший брат Василий Степанович — известные московские купцы, прибывшие из г. Друя Виленской губ. в середине XIX века. Старший брат прадеда Дмитрий Константинович был бургомистром привилегированного местечка Друя в 1820 году. Роднёй Марецких были многие выдающиеся люди. На Вере Васильевне, кузине Петра Григорьевича, был женат архитектор Владимир Дмитриевич Шер, двоюродный брат Ф. М. Достоевского.
Первый муж — Юрий Александрович Завадский (1894—1977), российский и советский актёр театра и театральный режиссёр. Брак был зарегистрирован в 1924 году, но позже Завадский оставил семью и ушёл к балерине Галине Улановой. Похоронен 8 апреля 1977 года в Москве на Ваганьковском кладбище рядом с матерью (участок 15).
- Сын — Евгений Юрьевич Завадский (1926—2006), режиссёр Театра имени Моссовета. Похоронен в Москве на Ваганьковском кладбище.

Второй муж — Георгий Петрович Троицкий (1903—1943), актёр. Муж ушёл добровольцем на фронт, будучи призванным Алма-Атинским ГВК, имел звание лейтенанта, был командиром взвода 69-й стрелковой дивизии, сапёром. Погиб 2 марта 1943 года.
- Дочь — Мария Георгиевна Троицкая (род. 1937)[7], киновед-переводчик, с первым мужем, учёным-филологом Дмитрием Шестаковым жила и работала в Лос-Анджелесе (США). В настоящее время проживает в Эстонии. «Этот дом на острове в Балтийском море мы с моим вторым мужем, музыкантом Вадимом Стругалёвым, купили ещё в 1973 году» — таким образом рассказывает историю переезда в Эстонию 79-летняя Мария Георгиевна[38].
  - Внук — Павел Вадимович Стругалёв, музыкант[24], живёт в Германии.

## Роман с Ростиславом Пляттом
Ростислав Плятт учился актёрскому мастерству на курсе Завадского. Они подружились, насколько это было возможно в отношениях наставник — ученик. Плятт сильно влюбился в молодую жену Завадского — Веру Марецкую. Об их отношениях знало только ближайшее окружение. 
После смерти Завадского в 1977 году Плятт ушёл из своей семьи, решив сделать предложение своей возлюбленной, но она отказала ему, сославшись на то, что уже стара, да и тяжело больна для семейных отношений. На похоронах Марецкой Плятт, стоя у её гроба, сказал: «Ты всегда была сильнее меня, а уходишь первая...».
До конца своей жизни, а это произошло в 1989 году, Плятт сохранил в своём сердце тёплое чувство к Вере Петровне Марецкой, то и дело возвращаясь воспоминаниями к её ролям в театре и главной роли в его собственной жизни.

## Творчество

### Театральные работы
Театральная студия под руководством Ю. А. Завадского
- 1927 — «Простая вещь» Б. А. Лавренёва — мадам Соковнина
- 1928 — «Компас» В. Газенклевера — фрау Шнютхен
- 1933 — «Нырятин» И. В. Штока — Глафира
- 1934 — «Волки и овцы» А. Н. Островского — Глафира
- 1935 — «Школа неплательщиков» Л. Вернейля и Ж. Берра — Бетти Дорланж
- «Любовью не шутят» А. де Мюссе — Розетта

Ростовский академический театр драмы имени М. Горького
- 1936 — «Любовь Яровая» К. А. Тренёва — Любовь Яровая
- 1936 — «Стакан воды» Э. Скриба — Королева
- 1937 — «Укрощение строптивой» У. Шекспира — Катарина
- 1937 — «Горе от ума» А. С. Грибоедова — Лиза
- 1938 — «На берегу реки» К. А. Тренёва — Марина
- 1938 — «Дорога на юг» И. Л. Прута — Мария
- 1938 — поставила (совм. с М. Чистяковым) спектакль «Павел Греков» Л. Ленча — Маша
- 1939 — «Трактирщица» К. Гольдони — Мирандолина

Театр имени Моссовета
- 1940 — «Трактирщица» К. Гольдони — Мирандолина
- 1941 — «Машенька» А. Н. Афиногенова — Машенька
- 1941 — «Надежда Дурова» А. С. Кочеткова и К. А. Липскерова — Н. А. Дурова
- 1944 — «Встреча в темноте» Ф. Ф. Кнорре — Варя
- 1945 — «Чайка» А. П. Чехова — Маша
- 1946 — «Госпожа министерша» Б. Нушича — Живка
- 1948 — «Без вины виноватые» А. Н. Островского — Елена Ивановна Кручинина
- 1949 — «Мадлен Годар» А. В. Спешнева — Мадлен Годар
- 1950 — «Рассвет над Москвой» А. А. Сурова — Капитолина Андреевна Солнцева
- 1951 — «Шторм» В. Н. Билль-Белоцерковского — редактор
- 1952 — «Маскарад» М. Ю. Лермонтова — Баронесса Штраль
- 1953 — «Варвара Волкова» А. В. Софронова — Волкова Варвара Алексеевна
- 1954 — «Кража» Дж. Лондона — Маргарэт Чалмерс
- 1956 — «Катрин Лефевр» В. Сарду, Э. Моро — Катрин Лефевр
- 1957 — «Дали неоглядные» Н. Е. Вирты — Анна Павловна Ракитина
- 1958 — «Корнелия» М. Чорчолини — Корнелия
- 1959 — «Миллион за улыбку» А. В. Софронова — Ольга Фёдоровна Карташева
- 1960 — «Леший» А. П. Чехова — Елена Андреевна
- 1961 — «Орфей спускается в ад» Т. Уильямса — Леди Торренс
- 1962 — «Бунт женщин» Н. Хикмета — Мюкэлена
- 1964 — «Дядюшкин сон» по Ф. М. Достоевскому — Мария Александровна Москалёва
- 1967 — «Аплодисменты» А. П. Штейна — Янукова Наталья Сергеевна
- 1969 — «Петербургские сновидения» по роману «Преступление и наказание» Ф. М. Достоевскому — Пульхерия Александровна
- 1970 — «Спектакль-концерт» — ведущая
- 1971 — «…Золото, золото — сердце народное!» В. В. Рогова, по произведениям Н. А. Некрасова — Матрёна Тимофеевна
- 1973 — «Странная миссис Сэвидж» Дж. Патрика — миссис Этель Сэвидж

### Фильмография
1. 1924 — Простые сердца — Настя
2. 1925 — Его призыв — Варя
3. 1925 — Закройщик из Торжка — Катя
4. 1926 — Зелёный змий (короткометражный) — девушка
5. 1927 — Дон Диего и Пелагея — баба в суде
6. 1927 — Земля в плену — проститутка
7. 1928 — Дом на Трубной — домработница Параня Питунова
8. 1928 — Простые сердца — Настя
9. 1928 — Живой труп («Законный брак») — дамочка
10. 1929 — Два-Бульди-два — секретарь ревкома
11. 1929 — Сто двадцать тысяч в год — Доленко
12. 1930 — Мировое имя — молодая актриса
13. 1930 — Стыдно сказать — Софочка
14. 1933 — Чёрный барак — эпизод
15. 1934 — Четыре визита Самюэля Вульфа — Ольга
16. 1935 — Любовь и ненависть — шахтёрка Вера
17. 1936 — Зори Парижа — матушка Пишо
18. 1936 — Поколение победителей — Варвара Постникова
19. 1936 — Родина зовёт — зрительница в ДК
20. 1939 — Член правительства — Александра Соколова
21. 1941 — Дело Артамоновых — Наталья Артамонова
22. 1942 — Котовский — доктор Ольга
23. 1943 — Она защищает Родину — Прасковья Ивановна Лукьянова
24. 1944 — Свадьба — Анна Мартыновна Змеюкина
25. 1947 — Сельская учительница («Воспитание чувств») — Варвара Васильевна Мартынова
26. 1949 — У них есть Родина — мать Саши
27. 1955 — Мать — Пелагея Ниловна Власова
28. 1956 — Полюшко-поле — Елизавета Ураганова
29. 1962 — Среди добрых людей — Михайлина Ивановна Ясинь
30. 1964 — Лёгкая жизнь — Василиса Сергеевна
31. 1969 — Ночной звонок — Варвара Антоновна
32. 1972 — Золото, золото — сердце народное (фильм-спектакль) — женщина
33. 1972 — Любимые страницы (фильм-спектакль)
34. 1975 — Странная миссис Сэвидж (фильм-спектакль) — миссис Сэвидж

#### Озвучивание
- 1951 — Ночь перед Рождеством (мультфильм) — Солоха
- 1965 — Время, которое всегда с нами (документальный) — читает текст за А. М. Коллонтай
- 1966 — Друг Горького — Андреева (документальный)

#### Участие в фильмах
- 1969 — Судьбы книг — судьбы людей (документальный)

## Звания и награды
Государственные награды:
Почётные звания:
- Герой Социалистического Труда (1976)[7]
- Заслуженная артистка РСФСР (1935)
- Народная артистка РСФСР (1943)[7]
- Народная артистка СССР (1949)[7]

Государственные премии:
- Сталинская премия второй степени (1942) — за исполнение заглавной роли в спектакле «Надежда Дурова» А. С. Кочеткова и К. А. Липскерова[7]
- Сталинская премия второй степени (1946) — за исполнение роли Прасковьи Ивановны Лукьяновой в фильме «Она защищает Родину» (1943)[7]
- Сталинская премия первой степени (1948) — за роль Варвары Васильевны Мартыновой в фильме «Сельская учительница» (1947)[7][43]
- Сталинская премия второй степени (1951) — за исполнение роли Капитолины Андреевны Солнцевой в спектакле «Рассвет над Москвой» А. А. Сурова[7]

Ордена и медали:
- орден «Знак Почёта» (1940)[44][7]
- Три ордена Трудового Красного Знамени (1944, 1947, 1960)[7]
- Два ордена Ленина (1967, 1976)[7]
- Медаль «За доблестный труд. В ознаменование 100-летия со дня рождения Владимира Ильича Ленина» (1970)
- Медаль «За оборону Москвы»
- Медаль «За доблестный труд в Великой Отечественной войне 1941—1945 гг.»
- Медаль «Тридцать лет Победы в Великой Отечественной войне 1941—1945 гг.»
- Медаль «В память 800-летия Москвы»
- Медаль «Ветеран труда»

Почётные грамоты:
- Почётная грамота Всемирного Совета Мира (1960)[45]

## Память
- 30 декабря 1983 года был спущен на воду теплоход «Вера Марецкая» (заводской строительный номер 154), проект 584.1 производила приёмная комиссия, назначенная приказом Торгпредства СССР в НРБ от 15.12.1983 года № 015-2/916[46].

- В Москве, на доме, в котором с 1968 по 1978 год жила В. П. Марецкая (Глинищевский пер., 5/7), в 1981 году установлена мемориальная доска (скульптор — А. М. Ненашева, архитектор — С. И. Смирнов)[47][7].

- 1972 — «XX век. „Что вы знаете о Марецкой?“» («Культура»)[48]
- 2003 — Вера Марецкая (из цикла телепередач телеканала «ОРТ» «Чтобы помнили») (документальный)
- 2005 — Вера Марецкая (из цикла телепередач телеканала «ДТВ» «Как уходили кумиры») (документальный)
- 2006 — «Вера Марецкая. »Легенды мирового кино"« („Культура“)[49]
- 2006 — „Вера Марецкая. “Мой серебряный шар»" («Культура»)[50]
- 2006 — «Вера Марецкая. „Острова“» («Культура»)[51]
- 2021 — «Звезда Веры Марецкой. „Голливуд Страны Советов“» («Культура»)[52]

## Киновоплощения
- 2023 — «Раневская» (8 серий, реж. Д. Петрунь). В роли Марецкой — Лика Нифонтова[53].